# Regionalwahl in Friaul-Julisch Venetien 1988
Die Regionalwahl in Friaul-Julisch Venetien 1988 fand am 26. und 27. Juni statt.

## Wahlergebnis
| Listen            | Listen                                                 | Stimmen   | %    | Mandate |
| ----------------- | ------------------------------------------------------ | --------- | ---- | ------- |
|                   | Democrazia Cristiana                                   | 306.208   | 37,2 | 24      |
|                   | Partito Socialista Italiano                            | 145.892   | 17,7 | 12      |
|                   | Partito Comunista Italiano                             | 144.668   | 17,6 | 11      |
|                   | Movimento Sociale Italiano – Destra Nazionale          | 45.417    | 5,5  | 3       |
|                   | Partito Socialista Democratico Italiano                | 32.780    | 4,0  | 2       |
|                   | Lista Verde – Partito Radicale                         | 32.475    | 3,9  | 2       |
|                   | Lista per Trieste                                      | 23.476    | 2,9  | 2       |
|                   | Partito Repubblicano Italiano                          | 21.264    | 2,6  | 1       |
|                   | Verdi Arcobaleno                                       | 17.571    | 2,1  | 1       |
|                   | Movimento Friuli                                       | 14.144    | 1,7  | 1       |
|                   | Partito Liberale Italiano                              | 13.521    | 1,6  | 1       |
|                   | Democrazia Proletaria                                  | 11.019    | 1,3  | 1       |
|                   | Slovenska Skupnost                                     | 8.678     | 1,1  | 1       |
|                   | Giustizia Libertà                                      | 3.822     | 0,5  | –       |
|                   | Movimento Indipendentista Territorio Libero di Trieste | 2.641     | 0,3  | –       |
| Gesamt            | Gesamt                                                 | 823.576   | 100  | 62      |
|                   |                                                        |           |      |         |
| Ungültige Stimmen | Ungültige Stimmen                                      | 53.876    | 6,1  |         |
| Wähler            | Wähler                                                 | 877.452   | 84,3 |         |
| Wahlberechtigte   | Wahlberechtigte                                        | 1.041.324 |      |         |